# 马塞拉-迪帕多瓦
马塞拉-迪帕多瓦（義大利語：Maserà di Padova），是意大利威尼托大区帕多瓦省的一个市镇。总面积17.54平方公里，人口9019人，人口密度514.2人/平方公里（2009年）。国家统计（ISTAT）代码为028048。